# Wappen Ascensions

Wappenschild

Das Wappen von Ascension ist das offizielle Symbol von Ascension, einem gleichberechtigten Teil des Britischen Überseegebietes St. Helena, Ascension und Tristan da Cunha. Es wurde von der britischen Königin Elisabeth II. 2012 genehmigt.

## Aufbau
Das Wappen zeigt Symbole der Insel um einen blauen Schild, darin drei silberne (weiße) Wellenbalken belegt mit einem grünen Sparren und drei silbernen (weißen) Wideawake-Vögeln. Als Helmkleinod wurde über einem Helm ein dreimastiges silbernes (weißes) Segelschiff über blau-silbernen (weißen) Wellen (Helmwulst) vor einem grünen Berg gewählt; vorn und hinten ist der Helm mit grünen, geschwungenen und gezackten Bändern (Helmdecke) verziert. Als Schildhalter dienen zwei Grüne Schildkröten über silbernen (weißen) mit grünen Zweigen besteckten Hügeln.